# Don Preston
Pour les articles homonymes, voir Preston.
Don Preston (né le 21 septembre 1932 à Flint, Michigan), connu aussi sous le nom Dom DeWilde ou Biff Debrie, est un musicien américain de jazz et de rock.
Il a notamment travaillé en tant que claviériste de Frank Zappa et John Carter.

## Discographie
- 1992 : Dom De Wilde speaks
- 1993 : Vile Foamy Ectoplasm
- 1994 : Who Could Imagine Grandmothers
- 1997 : Hear Me Out solo piano
- 2001 : Io Landscapes experimental
- 2001 : Corpus Transfixum
- 2001 : Music from Blood Diner & other films
- 2001 : Transformation jazz trio
- 2002 : Transcendence
- 2004 : Aysymetrical Construct
- 2005 : Tetragrammaton experimental
- 2009 : 26 Pieces For Piano & Violin avec Harry Scorzo
- 2010 : Colliding Galaxys
- 2011 : Escape From 12/2012

En trio
- 2001 : Transformation - Don Preston

En tant que The Akashic Ensemble
- 2003 : Inner Realities Of Evolution

En tant que The Don & Bunk Show
- 2000 : Necessity Is... - The Don & Bunk Show
- 2002 : Joined At The Hip - The Don & Bunk Show

Avec Frank Zappa/Mothers Of Invention/The Mothers
- 1967 : Absolutely Free
- 1968 : We're Only in It for the Money
- 1968 : Cruising with Ruben & the Jets
- 1969 : Mothermania
- 1969 : Uncle Meat
- 1970 : Burnt Weeny Sandwich
- 1970 : Weasels Ripped My Flesh
- 1971 : Fillmore East: June 1971
- 1972 : Just Another Band From L.A.
- 1972 : Waka/Jawaka
- 1972 : The Grand Wazoo
- 1974 : Roxy & Elsewhere
- 1985 : The Old Masters Box One Mystery Disc
- 1986 : The Old Masters Box Two Mystery Disc
- 1988 : You Can't Do That On Stage Anymore Sampler
- 1988 : You Can't Do That on Stage Anymore, Vol. 1
- 1989 : You Can't Do That on Stage Anymore, Vol. 3
- 1991 : You Can't Do That on Stage Anymore, Vol. 4
- 1992 : You Can't Do That on Stage Anymore, Vol. 5
- 1992 : You Can't Do That on Stage Anymore, Vol. 6
- 1992 : Playground Psychotics
- 1993 : Ahead Of Their Time
- 1996 : The Lost Episodes
- 2004 : QuAUDIOPHILIAc
- 1991 : Beat the Boots: The Ark
- 1991 : Beat the Boots: Unmitigated Audacity
- 1991 : Beat the Boots: 'Tis The Season To Be Jelly
- 1992 : Beat the Boots II: Electric Aunt Jemima
- 1992 : Beat the Boots II: Swiss Cheese / Fire!
- 1992 : Beat the Boots II: Our Man In Nirvana

Avec Carla Bley et Paul Haines
- 1971 : Escalator over the Hill

Avec The Grandmothers
- 1981 : The Grandmothers
- 1982 : Looking Up Granny's Dress
- 1983 : Fan Club Talk Lp
- 1994 : Who Could Imagine
- 2001 : Eating The Astoria
- 2001 : 20 Year Anthology of the Grandmothers
- 2001 : The Eternal Question
- 2003 : A Grande Mothers Night At The Gewandhaus with Napoleon Murphy Brock and Roy Estrada

## Apparitions au cinéma
- 1944 : Forbidden Island
- 1969 : Ogo Moto
- 1970 : 200 Motels
- 1971 : Wraith In The Photograph
- 1974 : Sinister Flesh